# Валентин Фьорщайн
Валентин Фьорщайн (на немски: Valentin Feurstein) е австрийски военен, служил през Първата и Втората световна война.

## Биография
Валентин Фьорщайн е роден на 18 януари 1885 г. в Брегенц, Австро-Унгария, днес Австрия. През 1930 г. се присъединява към въоръженити сили на Австрия като офицерски кадет от австрийската 3-та дивизия. Участва в Първата световна война и след кая ѝ продължава да служи за Австрия. По-късно през 1938, след Аншлуса на „Велика Германия“, е генерал от Вермахта. Като такъв, през Втората световна война, води командването на 2-ра планинска дивизия по време на Fall Weiss (Фал Вайс, в превод от немски: „План Бяло“) и Норвежката кампания.
От 1941 г. е генерал от планинските войски (Gen.d.Geb.Tr.), а последно е градоначалник на гр. Брегенц.
Умира на 8 юни 1970 г. в Инсбрук, Австрия.

## Военна декорация
- Германски орден „Железен кръст“ (1939) – II (?) и I степен (?)
- Рицарски кръст (12 август 1944)